# 锡富尔莱普拉日
锡富尔莱普拉日（法語：Six-Fours-les-Plages，法語發音：[si fuʁ le plaʒ]）是法国普罗旺斯-阿尔卑斯-蓝色海岸大区瓦尔省的一个市镇，位于该省西南部，属于土伦区，也是土伦城市公共社区的一部分。

## 地理
锡富尔莱普拉日（43°5'36"N, 5°50'22"E）面积26.58 平方千米，位于法国普罗旺斯-阿尔卑斯-蓝色海岸大区瓦尔省，该省份为法国东南部沿海省份，北起上普罗旺斯阿尔卑斯省，西北角与沃克吕兹省接壤，西接罗讷河口省，南濒地中海，东临滨海阿尔卑斯省。
与锡富尔莱普拉日接壤的市镇（或旧市镇、城区）包括：奥利乌勒、滨海萨纳里、濱海拉塞訥。

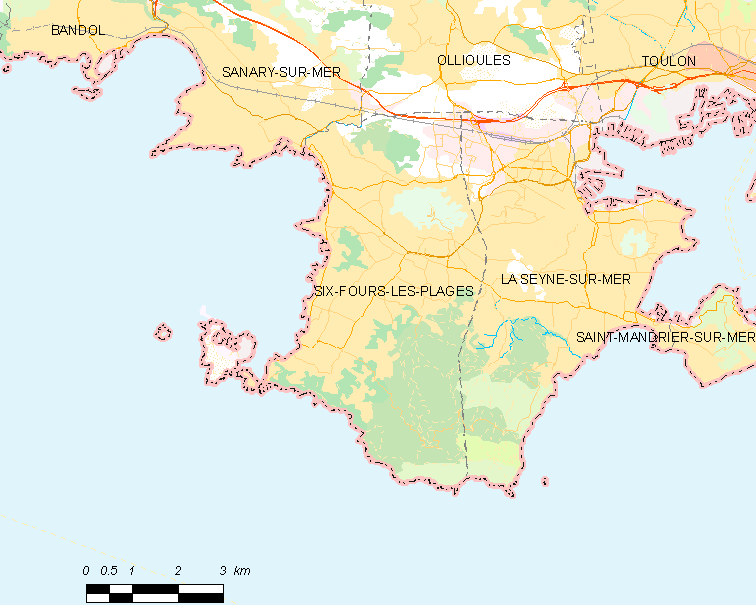
锡富尔莱普拉日的OSM定位图

锡富尔莱普拉日的时区为UTC+01:00、UTC+02:00（夏令时）。

## 行政
锡富尔莱普拉日的邮政编码为83140，INSEE市镇编码为83129。

## 政治
锡富尔莱普拉日所属的省级选区为滨海拉塞讷第二县。

## 人口

1962-2008年间锡富尔莱普拉日人口变化图示

锡富尔莱普拉日于2022年1月1日时的人口数量为36843人。